# Vil·la Jané
La Vil·la Jané és un edifici noucentista d'Olot (Garrotxa) que forma part de l'Inventari del Patrimoni Arquitectònic de Catalunya.

## Descripció
És una casa amb jardí, de planta rectangular amb teulat a quatre aigües sostingut per bigues de fusta i decorat amb pinacles i gàrgoles de terracota en forma de caps de monstres. Disposa de planta baixa, pis i golfes. Les obertures de la primera són de punt rodó, emmarcades per estuc que imita els carreus de pedra; el segon pis té les obertures rectangulars, igualment emmarcades per estuc. Cal destacar les dues tribunes superposades a la façana sud, amb obertures de mig punt a la planta baixa i rectangulars a la superior. Entre les dues tribunes i fet de rajoles catalanes es pot veure el nom de la casa, Villa Jane.

## Història
A principis del segle XX conviuran a Olot el Modernisme i el Noucentisme; aquest darrer, amb diferents corrents i contradiccions, tindrà la seva puntual aplicació a la capital de la Garrotxa. L'ala més típica i normativa és representada pel Grup Escolar Malagrida i la Biblioteca Popular de la Mancomunitat de Catalunya, avui desapareguda. Un altre corrent noucentista s'entronca amb l'arquitectura europea del moment i està representada per l'arquitecte Rafael Masó i Valentí. Hi ha un tercer grup que accentua els aspectes eclèctics, historicistes i fins i tot acadèmics.